# Liste der Monuments historiques in Léogeats
Die Liste der Monuments historiques in Léogeats führt die Monuments historiques in der französischen Gemeinde Léogeats auf.

## Liste der Bauwerke
| Bezeichnung          | Beschreibung              | Standort | Kennzeichnung | Schutzstatus | Datum | Bild |
| -------------------- | ------------------------- | -------- | ------------- | ------------ | ----- | ---- |
| Kirche St-Christophe | Erbaut im 12. Jahrhundert | (Lage)   | PA00083589    | Inscrit      | 1925  |      |

## Liste der Objekte
- Monuments historiques (Objekte) in Léogeats in der Base Palissy des französischen Kultusministeriums